# Остров Шишкова
Остров Шишко́ва (также Кла́ренс, англ. Clarence Island) — крайний восточный остров архипелага Южные Шетландские острова. Ближайший из островов — остров Мордвинова (Элефант). Протяженность острова около 20 км (направление север-юг), высшая точка гора Ирвинг (англ. Mount Irving, 1950 метра над уровнем моря).

## История

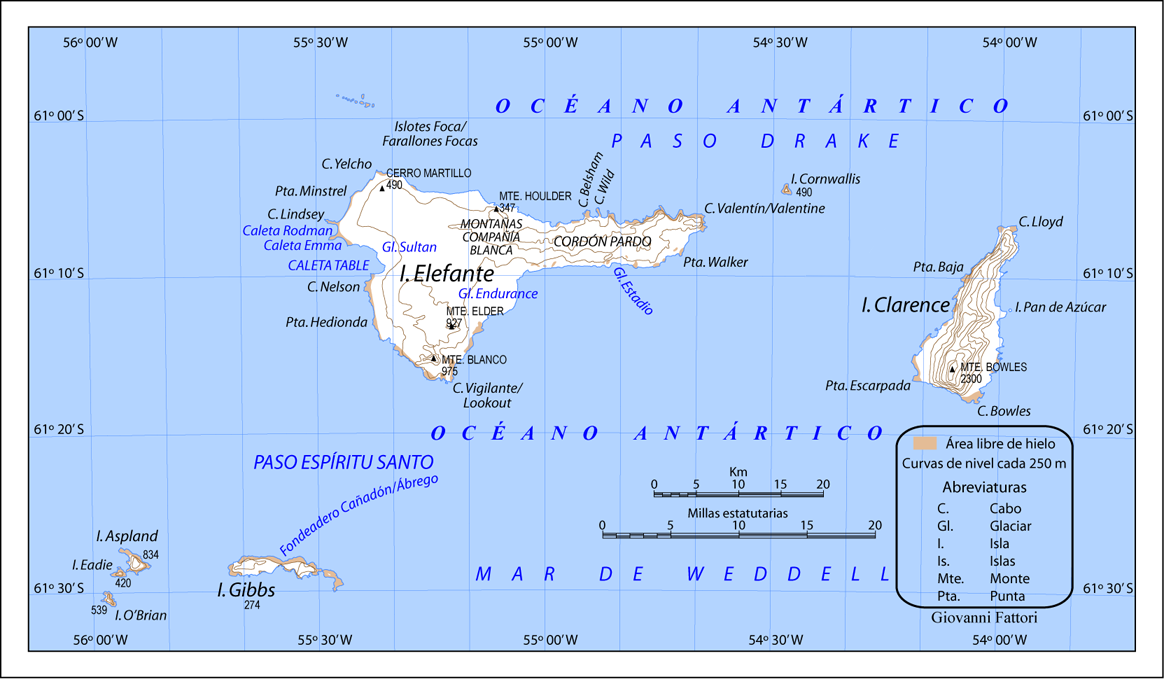
Карта северо-восточной группы Южных Шетландских островов (остров Шишкова — самый правый)

Остров был открыт 4 февраля 1820 года британским мореплавателем Эдвардом Брансфилдом, который первым высадился на острове на мысе Боулс (южная оконечность) и составил его «грубую» карту. Остров был назван им в честь адмирала принца Вильгельма, герцога Кларенса (позже Вильгельм IV — король Великобритании). Повторно остров был картографирован в феврале 1821 года Первой русской антарктической экспедицией Фаддея Беллинсгаузена и получил название остров Шишкова в честь вице-адмирала Российского императорского флота Александра Шишкова.
Первое восхождение на вершину Ирвинг было совершено 6 декабря 1970 года Британской объединенной экспедицией под руководством Малкольма Берли. Следующее восхождение было совершено в ходе Второй объединённой экспедицией под руководством Криса Фурса (англ. Chris Furse), работавшей в регионе с 12 декабря 1976 по 8 февраля 1977 года. Помимо восхождения эта экспедиция провела топографическую съёмку и орнитологические исследования. Последующие наиболее полные исследования были проведены экспедицией Scotia metamorphic complex.

## Природа
Значительную часть острова занимают скалистые возвышенности, покрытые ледниками. Климат прохладный, антарктический. Растительный мир бедный. Ластоногие немногочисленны.

## Население
Постоянного населения на острове нет.